# Saison 1970 de la Ligue canadienne de football
Chronologie
Saison précédente Saison suivante
1970 est la 13e saison de la Ligue canadienne de football et la 87e saison depuis la fondation de la Canadian Rugby Football Union en 1884.

## Événements
Une surface de jeu synthétique de marque « Tartan Turf » est installée au stade de l'Empire, domicile des Lions de la Colombie-Britannique. C'est le premier stade de la LCF à avoir une pelouse synthétique.
Les Alouettes de Montréal sont vendus à Sam Berger, qui était jusqu'en 1969 propriétaire des Rough Riders d'Ottawa.

## Classements
| Clt   | Équipe                 | PJ | V | D  | N | BP  | BC  | Pts |
| ----- | ---------------------- | -- | - | -- | - | --- | --- | --- |
| +001, | Tiger-Cats de Hamilton | 14 | 8 | 5  | 1 | 292 | 279 | 17  |
| +002, | Argonauts de Toronto   | 14 | 8 | 6  | 0 | 329 | 290 | 16  |
| +003, | Alouettes de Montréal  | 14 | 7 | 6  | 1 | 246 | 279 | 15  |
| +004, | Rough Riders d'Ottawa  | 14 | 4 | 10 | 0 | 255 | 279 | 8   |

| Clt   | Équipe                           | PJ | V  | D  | N | BP  | BC  | Pts |
| ----- | -------------------------------- | -- | -- | -- | - | --- | --- | --- |
| +001, | Roughriders de la Saskatchewan   | 16 | 14 | 2  | 0 | 369 | 206 | 28  |
| +002, | Eskimos d'Edmonton               | 16 | 9  | 7  | 0 | 282 | 287 | 18  |
| +003, | Stampeders de Calgary            | 16 | 9  | 7  | 0 | 293 | 209 | 18  |
| +004, | Lions de la Colombie-Britannique | 16 | 6  | 10 | 0 | 295 | 384 | 12  |
| +005, | Blue Bombers de Winnipeg         | 16 | 2  | 14 | 0 | 184 | 332 | 4   |

## Séries éliminatoires

### Demi-finale de la Conférence de l'Ouest
- 8 novembre : Stampeders de Calgary 16 - Eskimos d'Edmonton 9

### Finale de la Conférence de l'Ouest
- 14 novembre : Stampeders de Calgary 28 - Roughriders de la Saskatchewan 11
- 18 novembre : Roughriders de la Saskatchewan 11 - Stampeders de Calgary 3
- 22 novembre : Stampeders de Calgary 15 - Roughriders de la Saskatchewan 14

Calgary gagne la série au meilleur de trois matchs 2 à 1 et passe au match de la coupe Grey.

### Demi-finale de la Conférence de l'Est
- 7 novembre : Alouettes de Montréal 16 - Argonauts de Toronto 7

### Finale de la Conférence de l'Est
- 15 novembre : Tiger-Cats de Hamilton 22 - Alouettes de Montréal 32
- 21 novembre : Alouettes de Montréal 11 - Tiger-Cats de Hamilton 4

Montréal remporte la série 43 à 26 et passe au match de la coupe Grey.

### 58ecoupe Grey
- 28 novembre : Les Alouettes de Montréal gagnent 23-10 contre les Stampeders de Calgary au stade de l'Exposition nationale à Toronto (Ontario).

## Honneurs individuels
- Trophée Schenley du meilleur joueur : Ron Lancaster (en) (QA), Roughriders de la Saskatchewan
- Trophée Schenley du meilleur joueur de ligne : Wayne Harris (en) (SEC), Stampeders de Calgary
- Trophée Schenley du meilleur Canadien : Jim Young (en) (RÉ), Lions de la Colombie-Britannique
- Trophée Jeff-Russel (courage, habileté, jeu propre et esprit sportif dans la Conférence de l'Est) : Bill Symons (DO), Argonauts de Toronto